# Philip Pullman
Philip Pullman (Norwich, Engeland, 19 oktober 1946) is een Brits schrijver van fantasy. Hij is het bekendst geworden met the northern light oftewel His Dark Materials, een driedelige serie gepubliceerd onder de Nederlandse titel het noorderlicht, bestaande uit het gouden kompas, Het listige mes en De amberkleurige kijker.
Het eerste boek in Pullmans serie werd in 2007 geadapteerd voor film, net zoals de eerste twee boeken van de Sally Lockhart-serie en het kinderboek I was a Rat!.
In 2008 noemde The Times Pullman in hun lijst van "De 50 grootste Britse schrijvers sinds 1945".

## Leven
Philip Pullman werd in 1946 in Norwich geboren als zoon van een landmachtofficier. Door het beroep van zijn vader en later zijn stiefvader, die ook in het leger diende, reisde hij in zijn vroege jeugd de hele wereld over. Op zijn elfde keerde hij terug naar het Verenigd Koninkrijk en woonde in Noord-Wales.
Na de middelbare school ging Pullman Engels studeren aan het Exeter College in Oxford. Na zijn afstuderen heeft hij vanaf zijn 25e twaalf jaar lang lesgegeven aan middelbare scholen in Oxford. Hier begon hij met het schrijven van kinderboeken.
In 1986 ging hij parttime college geven aan het Westminster College over de victoriaanse roman en volksverhalen. Na acht jaar stopte hij met doceren om zich volledig op het schrijven te richten. Pullman is erelid van de National Secular Society.

## Werk
Pullmans eerste boek voor kinderen was Count Karlstein dat in 1982 werd gepubliceerd. In 1986 verscheen The Ruby in the Smoke (vert. Het raadsel van de robijn) over de avonturen van Sally Lockhart. Er zouden nog drie Sally Lockhart-boeken volgen.
Pullman schreef tot op heden meer dan twintig jeugdromans en korte verhalen, maar brak internationaal door met de bestsellerserie His Dark Materials (vert. Het gouden kompas). De trilogie werd in meer dan twintig talen uitgebracht en leverde Pullman verschillende prijzen op. Voor het laatste deel, The Amber Spyglass (vert. De amberkleurige kijker), ontving hij in 2000 de Whitbread Prize voor het beste boek van het jaar, die nog nooit eerder aan een kinderboekenauteur werd uitgereikt. Van de trilogie Het Gouden Kompas werden wereldwijd meer dan tien miljoen exemplaren verkocht. De populariteit van de reeks was aanleiding voor een bewerking voor theater en een verfilming door filmmaatschappij New Line Cinema (de producent van o.a. The Lord of The Rings-films).
In 2005 won Pullman de Astrid Lindgren Memorial Award (ALMA).
In zijn boek The Good Man Jesus and the Scoundrel Christ (vert. De goede man Jezus en de schurk Christus) uit 2010 wordt het levensverhaal van Jezus en Christus verteld alsof zij twee verschillende personen waren. Vanwege deze alternatieve benadering van de persoon Jezus en de kritische benadering van de Kerk als instituut veroorzaakte dit werk enige controverse in Engelstalige landen.

## Verfilmingen
In de lente van 2007 wist een aantal Nederlandse studenten van het jonge bedrijf Dynamic Entertainment de filmrechten van De vlindertatoeage te bemachtigen. Pullman was onder de indruk van hun presentatie en verleende zijn medewerking aan de verfilming. De studenten wisten de film in slechts drie dagen te financieren.
Het boek Het Noorderlicht is ook verfilmd en verscheen in december 2007 in de bioscopen onder de naam The Golden Compass. De film had een gemengde ontvangst, maar ontving wel een Academy Award (Oscar) voor de beste visuele effecten.
De BBC maakte televisieseries van I was a Rat! or The Scarlet Slippers, de eerste twee delen van de Sally Lockhart-serie, en, vanaf november 2019, His Dark Materials.